# 王季范
王季范（1884年—1972年7月11日），名邦模，字季范，湖南湘乡人，中国教育家，中央人民政府政务院参事。第一、二、三届全国人大代表。毛泽东的姨表兄。王宇清的文章称，毛泽东评价王季范：“王季范对我的一生影响极大，可以说，没有王季范，就没有我毛泽东的今天！”

## 生平
王季范1884年出生于湖南省湘乡县南薰乡，父亲王文生，母亲文六妹是文素勤的二姐。王季范考入长沙优质师范（湖南大学前身）攻读数学。毕业后任教湖南省第一师范。后任第一师范学监。
毛泽东十三岁时，毛泽东父亲毛贻昌停止了毛泽东的私塾学业。王季范得知此事后说服了毛贻昌，使毛泽东在湘乡东山小学继续学业。
四一二政变后离职湖南省第一师范，后任长郡中学校长八年。新中国成立后任政务院（后改名为国务院）参事。
1972年7月11日下午于北京病逝，终年88岁。7月14日下午，北京举行了隆重的追悼会，周恩来等出席，郭沫若主持，周世钊致悼词，毛泽东敬献花圈并题词：“九哥千古。毛澤東敬輓。”

## 家族

### 兄弟姐妹
- 王星臣
- 王十姑

### 子女
- 王德恒，独子。妻子肖凤林

### 孙
- 王海容，曾任中华人民共和国外交部副部长
- 王起华，孙子，妻子裴震坤